# 太田一夫
太田 一夫（おおた かずお、1910年11月19日 - 1990年11月3日）は、日本の政治家、労働運動家。衆議院議員（5期、日本社会党）。保革を問わず「いっぷさん」と親しまれた。

## 来歴

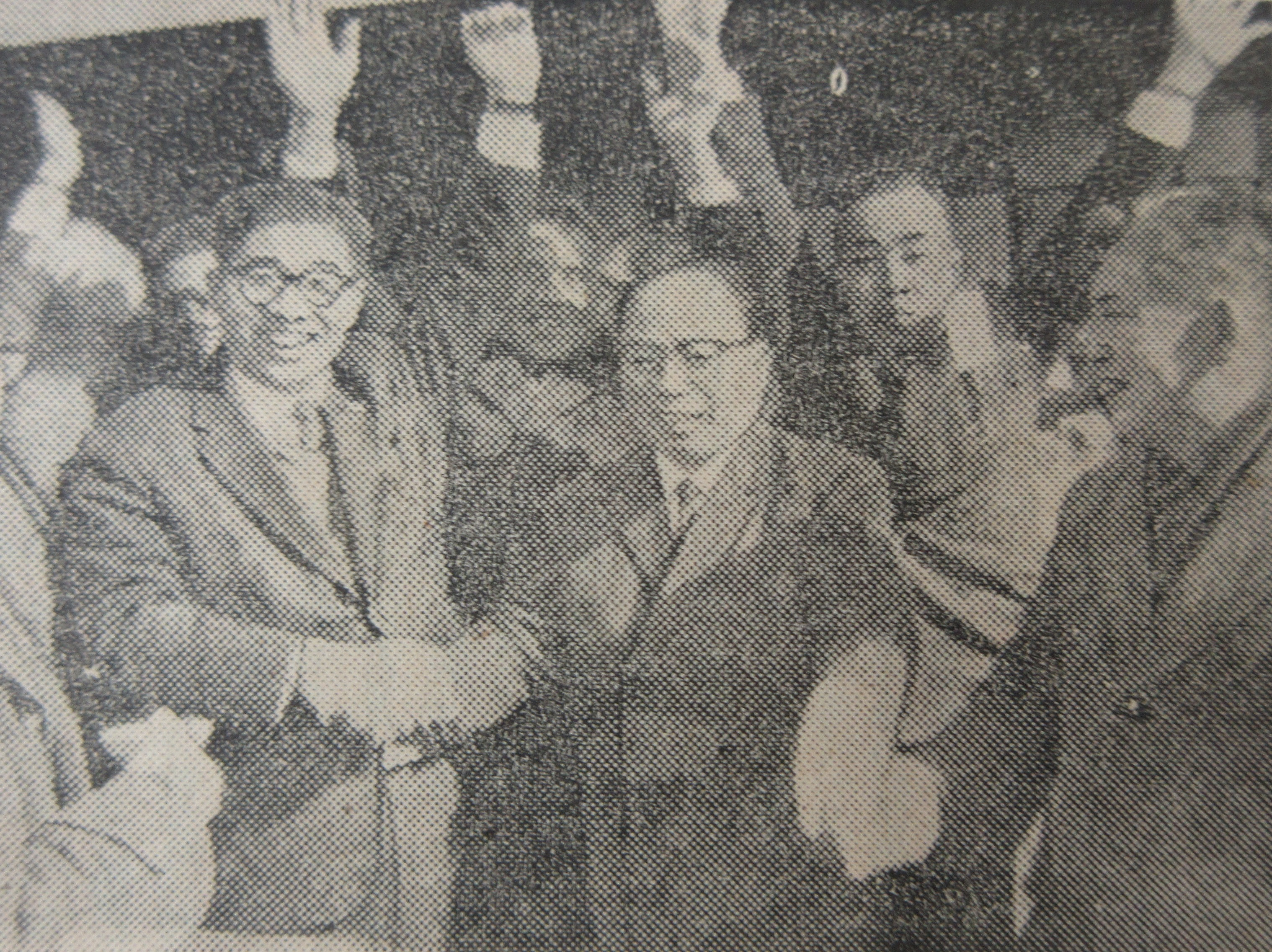
1967年の衆議院議員総選挙。名鉄労組委員長（左）から祝福を受ける太田一夫（中央）。

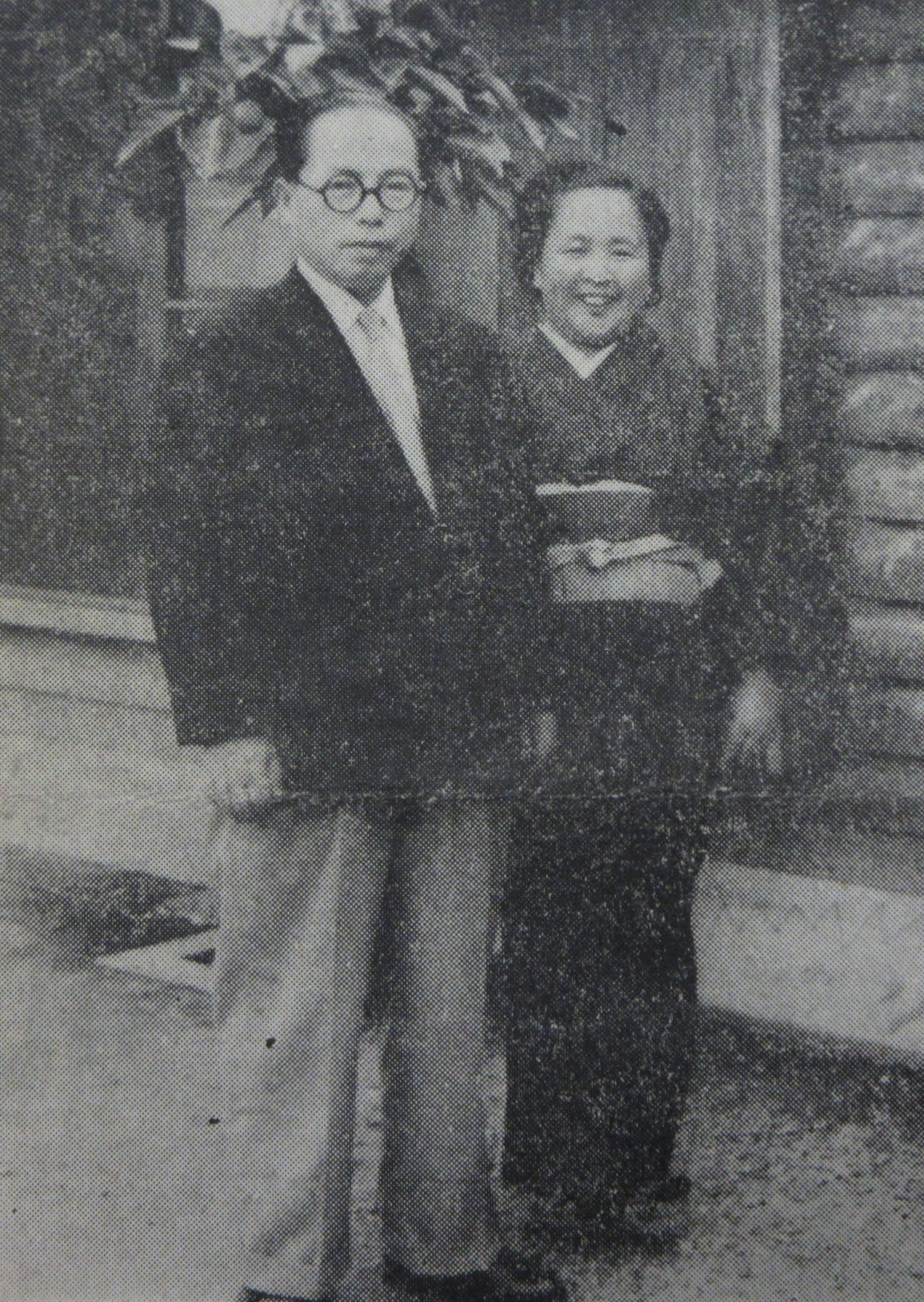
太田一夫と妻の芳江（1958年）

愛知県矢作町大字渡（現岡崎市渡町字宮西）生まれ。碧海郡矢作高等小学校（現岡崎市立矢作中学校）を経て、1927年（昭和2年）に上京。東京市下谷区の岩倉鉄道学校（現岩倉高等学校）に入学。下谷区坂本町4丁目にあった東京朝日新聞の新聞販売店で住み込みで働きながら、昼間は学校に通う。1929年（昭和4年）10月、同校を首席で卒業。12月、名古屋鉄道に入社。
1945年（昭和20年）12月10日、名古屋鉄道労組を結成。1948年（昭和23年）8月、名古屋鉄道労組書記長、私鉄中部地連書記長に就任。同年の最低賃金制闘争では陣頭に立ち、全国私鉄初の24時間ストを断行した。
1956年（昭和31年）12月10日、衆議院議員の伊藤好道が任期中に病死。後継として妻の伊藤よし子の名が挙がる中、日本社会党はトヨタ労組に一言の相談もせずに太田を担ぎ出す。1958年（昭和33年）1月、『月刊岡崎ジャーナル誌』の主幹となる。
1958年（昭和33年）5月22日に行われた第28回衆議院議員総選挙の旧愛知4区で社会党は結局、太田と伊藤よし子の二人に公認を出した。伊藤は亡夫以来のつながりでトヨタ労組の支援を受けたため「自動車対電車の戦い」と世間の耳目を集めた。結果は大方の予想に反し、両者ともに初当選。あおりで小笠原三九郎が落選するハプニングを呼んだ。
1975年（昭和50年）12月、衆議院交通安全対策特別委員長に就任。
1979年（昭和54年）8月10日、高血圧悪化を理由に次期衆院選への立候補辞退を社会党愛知県本部に伝える。同年9月7日の衆議院解散とともに政界を引退。その間5回当選した。
1980年（昭和55年）10月8日、岡崎市市政顧問に就任。1981年（昭和56年）11月、秋の叙勲で勲二等瑞宝章受章。1983年（昭和58年）、城址公園整備懇談会会長に就任。
1990年（平成2年）11月3日、名古屋市の名古屋市立大学病院で死去。79歳没。死没日をもって正四位に叙される。翌1991年（平成3年）7月1日、岡崎市名誉市民の称号が贈られる。

## 衆議院議員総選挙の結果
| 執行日         | 選挙   | 所属党派   | 当落 |
| -------------- | ------ | ---------- | ---- |
| 1958年5月22日  | 第28回 | 日本社会党 | 当   |
| 1960年11月20日 | 第29回 | 日本社会党 | 当   |
| 1963年11月21日 | 第30回 | 日本社会党 | 落   |
| 1967年1月29日  | 第31回 | 日本社会党 | 当   |
| 1969年12月27日 | 第32回 | 日本社会党 | 落   |
| 1972年12月10日 | 第33回 | 日本社会党 | 当   |
| 1976年12月5日  | 第34回 | 日本社会党 | 当   |

## その他
新東京国際空港（現成田国際空港）の一坪共有地の名義人の1人であった。

## 著書
- 『歴史のうしろ影――私の鷗外・漱石論 他』星雲社、1982年10月30日。ISBN 4-7952-6201-2。
- 『私の源平盛衰帖』信山社出版、1991年10月22日。ISBN 4-88261-935-0。